# Quakenbrück
Quakenbrück este un oraș în districtul Osnabrück, în Saxonia Inferioară, Germania. Situat pe râul Hase, orașul face parte din municipalitatea colectivă Artland (samtgemeinde Artland).
Orașul a fost membru al alianței politice, militare și economice al Ligii Hanseatice originare (1267 - 1862).

## Istoric
Conform cu cele mai vechi documente, Quakenbrück a fost fondat în 1234 de către episcopul de Osnabrück, deși zona a fost locuită din timpuri mai vechi. Avea rolul de oraș de graniță la nord de Osnabrück.

## Galerie de imagini

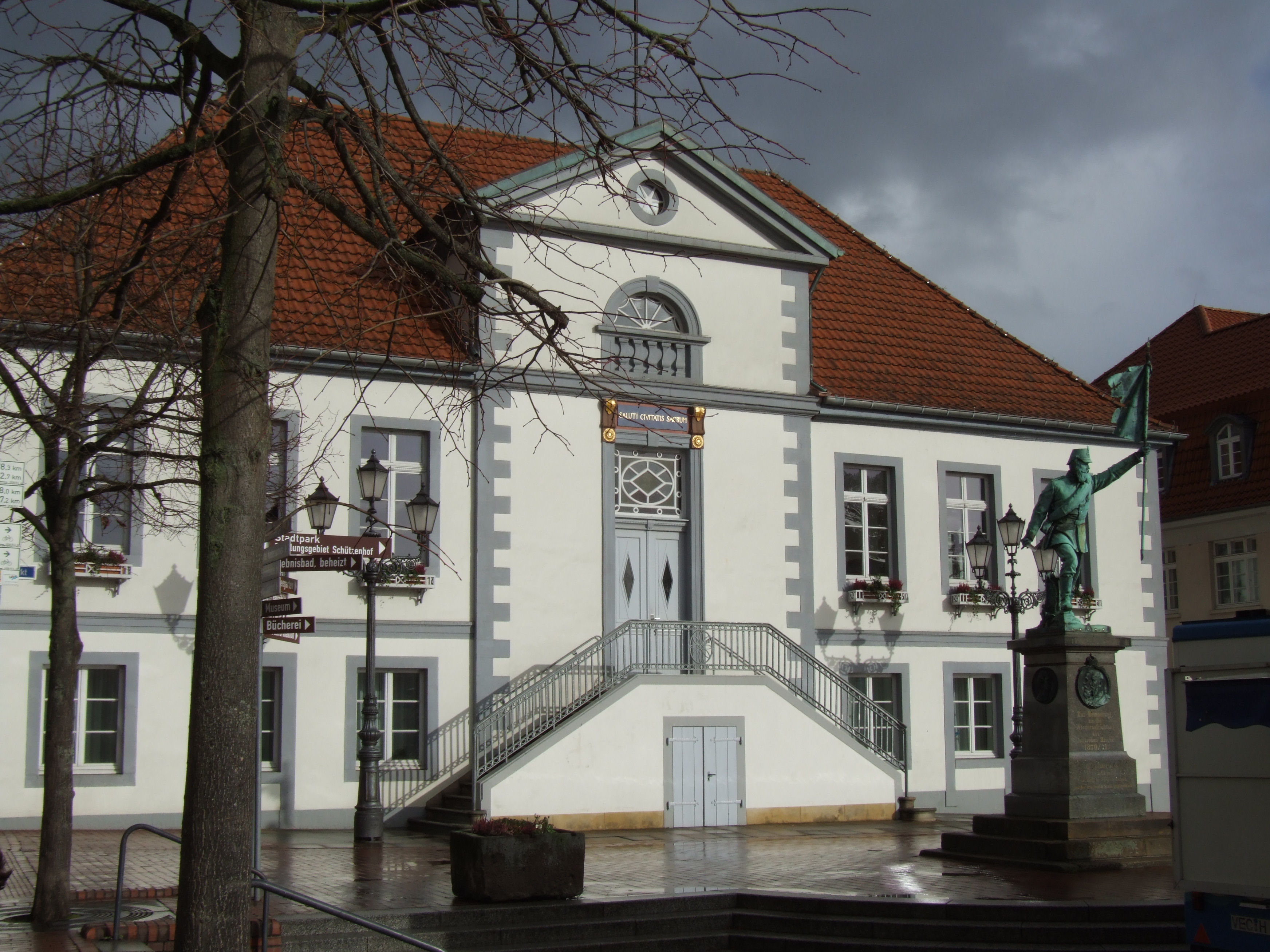
Primăria